# فريدريك بيترسن (سياسي)
فريدريك بيترسن (بالإنجليزية: Frederick Petersen)‏ هو سياسي أمريكي، ولد في 24 فبراير 1874، وتوفي في 14 أكتوبر 1946. حزبياً، نشط في الحزب الجمهوري. وقد انتخب عضو جمعية ولاية ويسكونسن.